# Carska palača u Nari
Carska palača u Nari (japanski: 平城宮, Heijō-kyū) je japanska carska palača u prijestolnici Nari (Nara (prefektura), pokrajina Kansai, Honshu). Ona je živa slika života u japanskoj prijestolnici za vrijeme razdoblja Nara (710. – 84.), razdoblja duboke političke i kulturne promjene Japana kada je 74 godine Nara bila političko, gospodarsko i kulturno središte Japana. Zbog toga je palača u Nari, zaedno s brojnim drugim povijesnim spomenicima stare Nare upisani na UNESCO-ov popis mjesta svjetske baštine u Aziji 1998. god.

## Povijest
God. 710. carica Gemmei je preselila japansku prijestolnicu iz Fujiware u Naru koja je ostala političkim, gospodarskim i kulturnim središtem Japana sljedeće 74. godine. Lokacija Nare je pažljivo odabrana po kineskim geomancijskim načelima, po uzoru na kinesku prijestolnicu dinastije Tang, Chang'an. Položena je ortogonalna mreža ulica s palačama, budističkim hramovima, šintoističkim svetištima, javnim i privatnim zgradama. Pretpostavlja se kako se grad pružao na površini većoj od 2.500 hektara i imao je oko 100.000 stanovnika.
God. 784., prijestolnica se na devet godina preselila u Nagaoku, a potom u Heian (Kyoto), gdje je ostala sve do 1184., a nominalno sve do 1896. godine. Bogata Nara je postala pusta, ali je većina hramova i svetišta ostalo nedirnutima, a čak su zadržali visoko pokroviteljstvo careva. Oko zapuštene palače je niknuo novi grad, poznat kao Nanto ("Južna prijestolnica"), a oko bogatih hramova (Tôdai-ji, Kôfuku-ji, Gangô-ji i Kasuga-Taisha) je u 16. stoljeću niknuo moderni grad Nara.

## Odlike
Sama palača se nalazila na sjevernom kraju središnje avenije i zauzimala je površinu od 120 hektara. U njoj se nalaze upravne zgrade gdje su se održavale političke i vjerske ceremonije, te Carska dvorana za prijeme (Daigokuden) i državne dvorane (Chôdô-in), ali i carska rezidencija (Dairi), zajedno s različitim upravnim i drugim sklopovima (radionice, trgovine, štale i dr.).
Cijeli kompleks je ograđen nasipima od nabijene zemlje (Tsuji-ogaki) koji su visoki do 5 m i otvoreni s 12 vrata. Glavni ulaz su Suzaku vrata (Suzakumon) na sredini južnog zida, čime se moglo pristupiti glavnim zgradama političkog i društvenog životra, Daigokudenu i Chôdô-inu.
- Palača ispred panorame Nare
- Obnovljena Suzoku vrata
- Vrt Tōin Teien
- Rekonstrukcija diplomatskog broda iz razdoblja Nara
- Pozornica za Mahoroba kazalište

## Vanjske poveznice
- Video na službenim stranicama UNESCO-a (engl.)
- Slavlje povodom 1300 godišnjice Nare (japanski, korejski, francuski i (engl.) (PDF)
- Galerija fotografija  Arhivirana inačica izvorne stranice od 8. studenoga 2011. (Wayback Machine)
- Soramitsu  Arhivirana inačica izvorne stranice od 11. listopada 2011. (Wayback Machine), zemljopis i povijest Nare (engl.)